# Lady Popular
Lady Popular es un Videojuego de navegador desarrollado por la empresa búlgara XS Software. El juego fue lanzado originalmente a finales del 2009, y en agosto del 2012 su segunda versión como un juego separado bajo el nombre de Lady Popular Fashion Arena.
Lady Popular es un juego casual de moda que apunta primeramente a la audiencia femenina y ha sido traducido a 21 idiomas con más de 8 millones de usuarios registrados.

## Desarrollo del juego
Cada jugador comienza creando un personaje femenino llamado lady. Luego de crear la lady, el jugador puede cambiar su apariencia (peinado, maquillaje, etc.), crear estilos para la Lady, rentar un apartamento y decorarlo, formar equipo con otros jugadores en clubs y hacer misiones en dicho modo, interactuar con otros jugadores retándose a duelos en la Fashion Arena, comunicarse con ellos usando el chat o messenger que posee el juego, comentar y chatear y competir contra otras ladys por quien tiene el mejor look del día, el mejor apartamento y la mejor fiesta.

### Comenzando el juego
Para comenzar el juego el usuario debe registrarse. Los jugadores crean su 'Lady' escogiendo su apariencia inicial (ojos, labios, pelo, etc.) y el nombre. Al principio del juego hay un tutorial que guía al jugador a través del juego y lo recompensa al completar satisfactoriamente cada misión.

### Ciudad
La ciudad en el tablero del juego es donde se provee el acceso a la mayor cantidad de destinos dentro de él:
- Salón de belleza: donde el jugador puede cambiar el look de su personaje.
- Centro comercial: aquí puede comprar prendas para su 'Lady'
- Clubes: lugar indicado para encontrar un novio para su personaje.
- Tienda de muebles: Muebles y decoraciones para su apartamento.
- Tienda de mascotas: Aquí puede comprar sus mascotas y prendas para la misma.
- Centro de fiestas: desde aquí puede organizar fiestas e invitar a otros jugadores a estas.
- Trabajos: para ganar dólares extra, puede hacer trabajar aquí a su 'Lady'
- Carnaval: participando aquí en una audición virtual, ganará recompensas, cartas de la suerte y participará por prendas especiales en la Máquina de Moda.

### Fashion Arena
Fashion arena es la atracción principal en Lady Popular, Fashion Arena que le da al jugador la oportunidad de ganar premios en dólares (para la compra virtual) y experiencia (para subir de nivel) en el juego. En la Fashion Arena los jugadores eligen una 'Lady' oponente y ambas compararan su popularidad basadas en seis características - Creatividad, Estilo, devoción, Belleza, Generosidad y Lealtad las cuales podrán aumentar a medida que avance en el juego.

### Concursos (podio)
En Lady Popular hay diferentes concursos semanales y mensuales para la 'Lady' más bonita, para quien tiene el mejor apartamento y mascota. En Lady Fashion Arena el concurso de mascotas es removido y un concurso de fiesta es agregado. Cada jugador puede competir por su lugar en el podio del concurso. El jugador puede interactuar con otros votando por su 'Lady' lo que aumentará o disminuirá la popularidad de la misma (índice de audiencia). Al final del periodo de votación (semanal o mensual) las ladies con el mayor número de votos tomarán sus respectivos lugares en el podio, además de recibir su recompensa. Luego, todas las estadísticas del concurso son reiniciadas para que comience un nuevo concurso.

### Clubes
Los Lady Clubes son una característica añadida a Lady Popular Fashion Arena en julio del 2013 que le dio a los jugadores la opción de jugar juntos como equipo. Cada jugador puede crear así mismo su propio Club o puede unirse a otro ya existente. Cada club tienes sus estadísticas que se irán incrementando por la cantidad de miembros que posea lo que les dará más chances de ganar premios en los retos de clubes. Los retos de clubes son duelos organizados entre equipos por cada uno de los presidentes de los mismos. Dicho presidente puede escoger un club oponente y fijar la fecha y hora del reto. Todos los miembros del club pueden unirse al reto, lo cual le dará más chance de ganar y obtener el trofeo (si alguno) de alguno de los oponentes del otro club rival.

### Fiestas
Luego de haberse introducido dicha característica a Lady Fahion Arena, los jugadores pudieron organizar sus propias fiestas e invitar a otros jugadores a ellas. Para ser anfitrión e invitar a otros jugadores, debe este completar diferentes pasos para su planificación, rentar y decorar el salón donde será dada la fiesta, elegir las bebidas y comidas para el evento, elegir los estilos de ropa, etc. El organizador de la fiesta puede crear también las invitaciones que pueden ser enviadas a otros jugadores para que puedan unirse al evento. Durante la fiesta los participantes del equipo que complete diferente grupos de misiones ganarán premios que serán comunicados usando el chat de fiesta (party chat) y votar por dicha fiesta.

## Premios
Mejor Juego de Navegador del año, 2013
- Primer puesto en Juego de Comunidad Favorito

Mejor Juego de Navegador del año, 2012
- Primer puesto en Juego de Comunidad Favorito.
- Segundo puesto en Más Popular
- Segundo puesto en Mejor 2D

Mejor Juego de Navegador del año, 2011
- Primer puesto en Juego de Comunidad Favorito

Mejor Juego de Navegador del año, 2010
- Primer puesto en Juego de Comunidad Favorito
- Segundo puesto en Más Popular